# Guitar Pro
Guitar Pro är ett musikprogram, utvecklat av det franska företaget Arobas Music.
Mjukvaran är skapad för att underlätta för musiker att skriva och studera musik, samt att lättare kunna dela musik mellan människor.
De första 4 versionerna var endast tillgängliga på Microsoft Windows, men numera finns Guitar Pro även för Mac OS och Linux.